# Aeolus AX4
Aeolus AX4, раніше відомий як Dongfeng Fengshen AX4 — субкомпактний кросовер, що вироблявся компанією Dongfeng Motor Corporation під суббрендом Dongfeng Fengshen.

## Опис

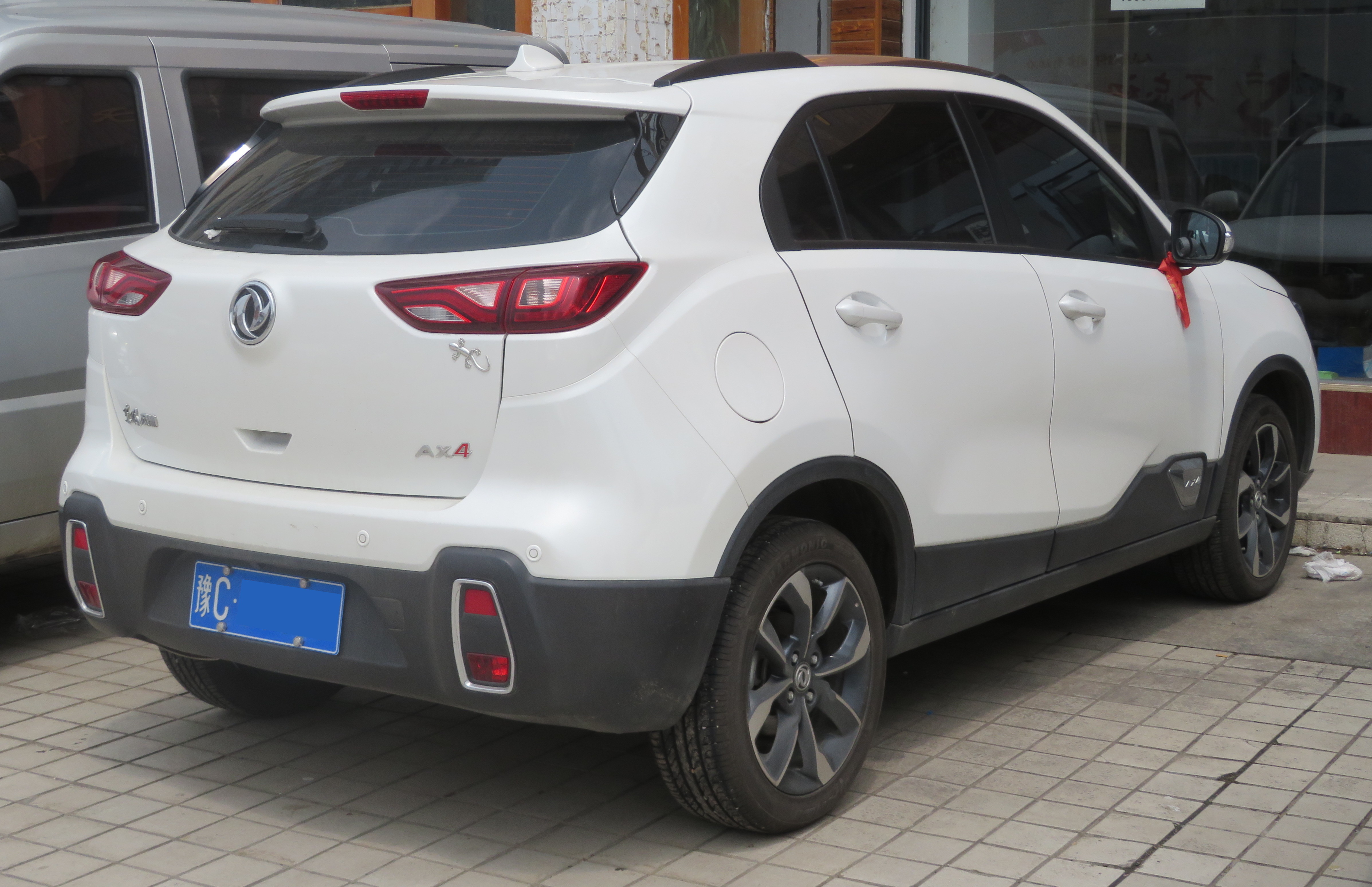

AX4 розташовувався вище за трохи довший субкомпактний кросовер AX3 та нижче за набагато більший компактний кросовер AX5.  Dongfeng Fengshen AX4 був представлений на Шанхайському автосалоні 2017 року, а його вихід на ринок відбувся у вересні 2017 року.

### Силовий агрегат
Для AX4 доступні 1,4-літровий турбодвигун з максимальною потужністю 103 кВт та піковим крутним моментом 196 Нм або 1,6-літровий двигун з максимальною потужністю 91 кВт відповідно та піковим крутним моментом 153 Нм. 
1,4-літровий турбодвигун поєднується з 6-ступінчастою коробкою передач DCT, що забезпечує витрату палива 6,5 літра на 100 км; 1,6-літровий двигун поєднується з 5-ступінчастою механічною коробкою передач або 6-ступінчастою коробкою передач DCT, що забезпечує витрату палива 5,9 літра на 100 км.